# Bandido Productions
Die Bandido Productions war eine US-amerikanische Filmproduktionsgesellschaft.
Dahinter standen die Produktionsfirmen D.R.M. Productions und Robert L. Jacks Productions, die damit Richard Fleischers Western Bandido (1956) produzierten. Robert Mitchum war sowohl Hauptdarsteller als auch Mitproduzent. Neben ihm traten Ursula Thiess und Gilbert Roland in den Hauptrollen auf. Die Kameraführung in CinemaScope oblag Ernest Laszlo. Den Verleih übernahm die United Artists.
Die bundesdeutsche Erstaufführung des Filmes fand 1957 statt.